# Ludovic Valborge
Ludovic Valborge (n. 1889 – d. 1945) a fost un trăgător de tir ce a reprezentat Haiti, medaliat olimpic. A participat la o ediție a Jocurilor Olimpice (1924) în care a câștigat două medalii de bronz.